# القرية (مدينة البيضاء)

تعديل مصدري - تعديل

حارة القرية هي إحدى حارات مدينة مدينة البيضاء أحد مدن محافظة البيضاء، بلغ تعداد سكانها 653 نسمة حسب تعداد اليمن لعام 2004.